# Trial by Fire (Yelawolf-Album)
Trial by Fire (dt. Feuerprobe) ist das vierte Soloalbum des US-amerikanischen Rappers Yelawolf. Es erschien am 27. Oktober 2017 über die Labels Shady Records, Interscope und Slumerican.

## Entstehungsgeschichte
Die Arbeiten an Trial by Fire begannen bereits wenige Monate nach der Veröffentlichung von Yelawolfs vorigem Album Love Story, das im April 2015 erschien. Dabei arbeitete der Rapper u. a. mit seinem Tour-DJ, DJ Klever, dem Gitarristen Bones Owens und dem Keyboarder Peter Keys von Lynyrd Skynyrd in einem Studio in Nashville zusammen. Nachdem bereits 2016 die Lieder Daylight und Shadows veröffentlicht wurden, ging Yelawolf auf die Trial by Fire Tour durch die Vereinigten Staaten. Währenddessen starb einer seiner besten Freunde, der Rapper Shawty Fatt, bei einem Autounfall. Dies führte zu einem Nervenzusammenbruch von Yelawolf auf einem Konzert, woraufhin er die Tour abbrach und sich vorerst aus der Öffentlichkeit zurückzog. Aus diesen Gründen wurde auch das Album auf Oktober 2017 verschoben.

## Musikstil und Produktion
Wie schon auf dem Vorgänger Love Story verbinden die Lieder des Albums Einflüsse aus Hip-Hop, Country und Rock.
Yelawolf fungierte bei dem Album als Executive Producer und produzierte auch alle Lieder selbst. Die Gitarreneinsätze stammen von Bones Owens, während Peter Keys Keyboard spielte. Trial by Fire wurde in den House of Blues Studios in Nashville aufgenommen.

## Covergestaltung
Das Albumcover zeigt ein brennendes Auto. Auf Schriftzüge wurde verzichtet.

## Gastbeiträge
Auf sieben Titeln des Albums sind neben Yelawolf weitere Künstler vertreten. So hat der Rocksänger Kid Rock einen Gastauftritt beim Song Get Mine, während die Country-Sängerin Wynonna Judd auf Keeps Me Alive zu hören ist. Punk ist eine Kollaboration mit dem Rapper Juicy J sowie dem Schlagzeuger Travis Barker, und auf Shadows wird Yelawolf von dem Country-Sänger Joshua Hedley unterstützt. Das Lied True to Yourself stellt eine Zusammenarbeit mit dem Sänger Bones Owens dar. Außerdem tritt der Country-Sänger Lee Brice auf Violin in Erscheinung und das Interlude Struggle Speaks ist ein Gastbeitrag von Struggle.

## Titelliste
| #  | Titel                       | Gastbeiträge           | Produzent | Länge |
| -- | --------------------------- | ---------------------- | --------- | ----- |
| 1  | Trial by Fire               |                        | Yelawolf  | 4:42  |
| 2  | Shadows                     | Joshua Hedley          | Yelawolf  | 5:11  |
| 3  | Get Mine                    | Kid Rock               | Yelawolf  | 4:23  |
| 4  | Son of a Gun                |                        | Yelawolf  | 4:57  |
| 5  | Ride or Die                 |                        | Yelawolf  | 4:46  |
| 6  | Struggle Speaks (Interlude) | Struggle               | Yelawolf  | 1:27  |
| 7  | Daylight                    |                        | Yelawolf  | 4:47  |
| 8  | Do for Love                 |                        | Yelawolf  | 4:03  |
| 9  | Punk                        | Travis Barker, Juicy J | Yelawolf  | 3:34  |
| 10 | Row Your Boat               |                        | Yelawolf  | 4:15  |
| 11 | True to Yourself            | Bones Owens            | Yelawolf  | 5:17  |
| 12 | Sabrina                     |                        | Yelawolf  | 2:54  |
| 13 | Violin                      | Lee Brice              | Yelawolf  | 4:25  |
| 14 | Keeps Me Alive              | Wynonna Judd           | Yelawolf  | 4:39  |

## Chartplatzierungen und Singles
| Professionelle Bewertungen | Professionelle Bewertungen |
| -------------------------- | -------------------------- |
| Kritiken                   |                            |
| Quelle                     | Bewertung                  |
| allmusic                   | [ 4 ]                      |

Trial by Fire stieg am 18. November 2017 auf Platz 42 in die US-amerikanischen Albumcharts ein. In den deutschen Charts konnte es sich nicht platzieren, belegte aber in den Hip-Hop-Charts, die die 20 meistverkauften Rapalben der Woche listen, Rang 17. In der Schweiz erreichte das Album Position 76, in Australien Platz 41 und in Neuseeland Rang 40.
| ChartsChartplatzierungen       | Höchstplatzierung | Wochen |
| ------------------------------ | ----------------- | ------ |
| Schweiz (IFPI)                 | 76 (1 Wo.)        | 1      |
| Vereinigte Staaten (Billboard) | 42 (1 Wo.)        | 1      |

Die erste Single Daylight wurde am 23. September 2016 zum Download veröffentlicht und am 28. Oktober 2016 folgte der zweite Song Shadows. Die dritte Auskopplung Row Your Boat erschien am 2. Juni 2017, gefolgt von Punk als vierter Single am 1. September 2017. Zu den vier Liedern wurden auch Musikvideos gedreht. Die fünfte Single Get Mine wurde am 13. Oktober 2017 veröffentlicht.